# Mohammad Pakpúr
Mohammad Pakpúr (persky محمد پاکپور‎, * 1961) je íránský generál a od června 2025 velitel Sboru islámských revolučních gard (IRGC). Od roku 2009 vedl jeho pozemní síly. Do IRGC se zapojil již na počátku islámské revoluce, především v provincii Kurdistán. Během íránsko-irácké války působil jako velitel 8. divize Nadžaf a později 31. divize Ašúrá. Pět let vedl operační velení pozemních sil. Vystudoval politickou geografii a podílel se na operacích proti terorismu na severozápadě Íránu a na zajištění bezpečnosti v jeho jihovýchodních oblastech. Pakpúr se rovněž účastnil vojenských cvičení, kde prezentoval nové taktiky a vyzdvihl význam bezpilotních letounů, například typu Hemaseh, pro udržení připravenosti IRGC.
Dne 24. června 2019 na něj byly Spojenými státy uvaleny sankce, které zahrnují zmrazení jeho majetku v USA a zákaz obchodních vztahů s americkými subjekty.